# سبنة (سرتشهان)
سبنة (بالفارسية: سبنه) هي قرية تقع في إيران في قسم سرتشهان الريفي. يقدر عدد سكانها بـ 0 نسمة بحسب إحصاء 2016.